# 연감마선 연속 방출원
연감마선 연속 방출원(영어: Soft Gamma Repeater, SGR)은 감마선과 X-선을 불규칙한 주기로 강력하게 내뿜는 천체이다. 이들은 마그네타의 일종으로 추측되고 있다. 그것이 아니라면, 원반으로 둘러싸인 중성자성일 것이다.
1979년 3월 5일, 강력한 감마선 폭발이 기록되었다. 태양계 내에 서로 다른 위치에서 다수의 수신기들은 약간 다른 시간대에서 폭발을 관측했고, 발생 방향을 추정했다. 그리고 감마선 폭발은 대마젤란 은하 내의 초신성 잔해 가까운 곳으로부터 발생한 것으로 확인되었다.
시간이 흐르면서 이 감마선 폭발은 일반적인 감마선 폭발이 아니라는 것이 명확해졌다. 연감마선(soft gamma-ray)과 경X-선(hard X-ray) 범위에서의 광자는 에너지가 그렇게 크지 않았고, 계속된 폭발은 동일한 영역으로부터 온 것이었다.
NASA의 마셜 우주 비행 센터에 있는 대학우주연구연합(USRA)의 천문학자 Chryssa Kouveliotou는 연감마선 연속 방출원이 마그네타라는 이론을 검증하기로 결정했다. 이론에 따르면, 폭발은 천체의 자전 속도가 느려지면서 발생한 것이다. 1998년, 그녀는 연감마선 연속 방출원 SGR 1806-20의 주기성을 세심하게 비교했다. 그 주기는 1993년 이후로 0.008초 증가했고, 그녀는 이것이 8×1010T(8×1014 G)의 강력한 자기장을 가진 마그네타에 의해 설명될 것이라고 계산했다. 이는 연감마선 연속 방출원이 확실히 마그네타라는 것으로, 국제천문연맹을 납득시키는데 충분했다.
1998년 8월 27일에 매우 화려한 연감마선 연속 방출원 SGR 1900+14의 폭발이 관측되었다. 이 SGR이 약 20,000 광년이라는 먼 거리에 있음에도 불구하고, 폭발은 지구의 대기에 큰 영향을 주었다. 전리층의 원자들은 보통 낮에 태양 복사에 의해 이온화되고, 밤에 다시 재결합된다. 이런 원자들이 그 폭발에 의해 야간에도 낮에서의 수준 못지 않게 이온화가 되었다. X-선 관측 위성인 로시 X-선 타이밍 익스플로러 (RXTE)는 그 시간에 하늘의 다른 방향을 향하고 있었고, 방사선을 차폐했어야 함에도 불구하고 SGR 1900+14로부터 오는 강력한 신호를 수신했다.
아래는 발견된 연감마선 연속 방출원의 일부 목록이다.
| 명칭           | 발견년도  | 주목할만한 내용                                                                                        |
| -------------- | --------- | --- |
| SGR 0525-66    | 1979      | |
| SGR 1806-20    | 1979/1986 | 2004년 12월 27일 이 천체에서 관측된 폭발은 연감마선 연속 방출원 폭발 중 가장 강력한 것으로 기록되었다. |
| SGR 1900+14    | 1979/1986 | |
| SGR 1627-41    | 1998      | |
| SGR J1550-5418 | 2008      | 2.07초마다 한번 회전하는 이 천체는 가장 빠르게 회전하는 마그네타로 기록되었다.                         |
| SGR 0501+4516  | 2008      | 15,000 광년 떨어져있다. 2008년 8월 22일 X-선 폭발이 스위프트 위성에 의해 감지되었다.                   |

명칭에서 숫자는 하늘에서의 위치를 알려준다. 예를 들어, SGR 0525-66은 적경 5h 25m, 적위 -66°에 위치해있다. 발견 날짜는 1979/1986처럼 천체가 발견된 해와 연감마선 연속 방출원이 일반적인 감마선 폭발과는 다른, 분리된 유형으로 인정된 해를 나타내기 위해 가끔 반복되어 나오기도 한다.